# Sara Bernat
Sara Bernat (Barcelona, 8 de marzo de 1976) es una actriz pornográfica española retirada. Fue pareja sentimental del actor y director porno Nacho Vidal.

## Biografía
Comenzó a trabajar en la prostitución muy joven. Cuando con 18 años comenzó una relación sentimental con Nacho Vidal, ambos debutaron juntos en el mundo del porno en la Sala Bagdad de Barcelona, para que ella dejara su profesión. A raíz del éxito de sus actuaciones les empezaron a llover ofertas y comenzaron a rodar películas para X Canal.
En el cine  porno actuó a las órdenes de directores como José María Ponce, Narcís Bosch, Luca Damiano, John Stagliano, Max Bellochio, Dani Rodríguez entre otros. Fue una de las primeras actrices españolas en rodar en Estados Unidos y en Japón.
En el año 2000 recibió un premio Ninfa a la mejor actriz española en el FICEB por la película Vivir follando. Dos años más tarde, en el 2002, fue nominada por la mejor escena de sexo en grupo a los AVN Awards, por la película Buttman's butt freak 3.
También participó haciendo cameos en algunas películas de cine convencional, como Curiosidades de Belcebú...
Su trabajo interpretativo fue reconocido por la compañía teatral General Eléctrica cuando la eligieron para representar a uno de los personajes de "Flors", un montaje escenificado en el Mercat de las Flors y patrocinado por el Institut de Cultura.

## Filmografía
- The best by Private 63: Tatoo's ladies (2004)
- Private Black Label 26: Faust Power of sex (2002)
- Worldwide sex 4: Sexo en Barcelona (2001)
- Gag factor 4 (2001)
- Gothix (2001)
- La doncella caliente (2000)
- Vivir follando (2000)
- Bulls & milk (2000), el título en castellano era Corridas y toros
- El limbo y los culos según José (2000)
- Four sex rooms (2000)
- Gangland 10 (2000)
- Pandilla X: Follera mayor (1999)
- Nikita X: Licencia para follar (1999), otros títulos de la película son The art of sex, Nikita X: License to fuck
- Taxi Hard (1999)
- Caspa Brothers: The movie (1998)
- Detectives de placer (1997)
- Goya & the naked maja (1997), el título en castellano era Goya, la maja desnuda
- Juegos de parejas (1997)
- Le novizie (1997)
- Lili (1997)
- Perras callejeras II: La venganza de Johnny (1997)
- Perras callejeras (1997)
- Salomé (1997)
- Dra. Carmen: sexóloga (1997)
- Sexo, corridas y cintas de vídeo (amateur)